# Anica Savić Rebac

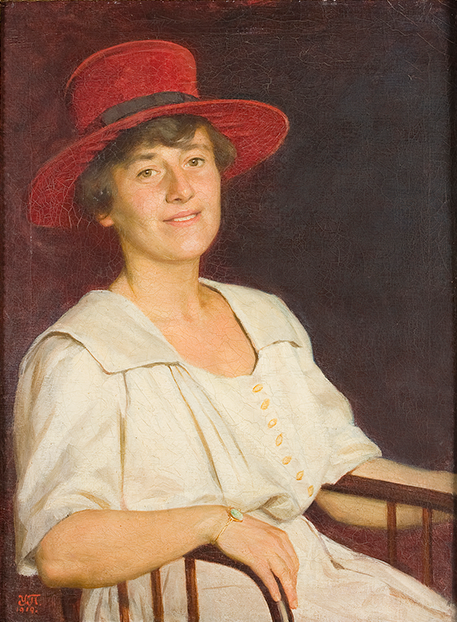
Anica Savić Rebac sportretowana przez Uroša Pedića (1919).

Anica Savić Rebac (ur. 4 października 1892 w Nowym Sadzie, zm. 7 października 1953 w Belgradzie) – serbska pisarka, badaczka kultury helleńskiej, tłumaczka, historyk filozofii, profesor Uniwersytetu w Belgradzie. Choć była jedną z ważniejszych postaci w serbskich kręgach literackich lat 20. XX w. i publikowała wiersze i tłumaczenia na łamach periodyków, wydała tylko jeden tomik poezji własnej, Večeri na moru (1929). W późniejszych dekadach skupiła się na tłumaczeniach, krytyce literackiej i działalności naukowej.